# Mercedes Werner
Mercedes Werner (Buenos Aires, Argentina) ha liderado iniciativas de educación digital que buscan lograr la inclusión digital para hacer frente a los desafíos sociales y culturales, cuenta con más de quince años de experiencia en las nuevas tendencias educativas en América Latina y Estados Unidos.
Actualmente es Directora de Educación Digital del Ministerio de Educación de la Ciudad de Buenos Aires.
En Excel diseño una planilla para generar en un solo día 20 informes, los cuales estaban planeados para realizarse en un periodo de un mes; la llamó data monster.

## Obra
Fue cofundadora de Paidiá (2006-2008), un proyecto que empleó a exprisioneras para que produjeran muñecas de personajes importantes femeninos como Marie Curie, Amelia Earhart, etc, con el objetivo de empoderar a las mujeres.
También ha promovido el acceso a la tecnología para mejorar el ámbito educativo por medio de la plataforma Coaching Kids (2009-2011), a través de la cual las madres y padres de estudiantes podían contratar tutores privados.
Fue cocreadora de Programá tu futuro (2019), una serie de talleres para jóvenes que buscan una formación en áreas de programación y tecnología.
El 25 de abril de 2019 participó en la jornada La educación en una era de cambios tecnológicos disruptivos, realizada en el Centro Cultural de la Ciencia en Buenos Aires, que se realizó con los objetivos de conocer el impacto de los cambios tecnológicos en la enseñanza y de difundir estrategias para promover la inclusión social.

Werner dice sobre su experiencia al crear data monster:
Cuando hice esa planilla monstruosa no fue sólo la habilidad de hacer fórmulas en Excel lo que estaba en juego, lo más complejo fue la creatividad de reinventar mi trabajo y la auto confianza en que iba a poder seguir sumando. Por eso creo que el desafío más grande que tenemos como sociedad en general, y desde el ministerio de educación de la Ciudad de Buenos Aires en particular, es que los ciudadanos podamos tener las habilidades tecnológicas necesarias, la voluntad de seguir aprendiendo y la creatividad para transformarnos.

## Reconocimientos
En marzo de 2019, junto con otras tres exalumnas del Global Competitiveness Leadership, recibió el reconocimiento por parte del Banco Interamericano de Desarrollo por su contribución al aprendizaje tecnológico en América Latina.